# Меро, Амедей
Амедей Меро́ (полное имя Жан Амедей Лефруа де Меро, фр. Jean-Amédée Lefroid de Méreaux; 17 сентября 1802, Париж — 25 апреля 1874, Руан) — французский пианист, композитор и музыковед
. Сын Жозефа Никола Лефруа де Меро, внук Никола Жан Лефруа де Меро.
Ученик своего отца. Изучал также гармонию и контрапункт под руководством Антона Рейхи. Через своего соученика по лицею, археолога Шарля Ленормана получил доступ в высшее общество и на протяжении 1820-х гг. был учителем музыки в ряде аристократических семейств Парижа. После Июльской революции 1830 года покинул Париж, выступал и преподавал в Бельгии и Англии (где среди его учеников была Клара Лавдэй, впоследствии известная пианистка). Аккомпанировал в гастрольных выступлениях Марии Малибран и Лауре Даморо, выступал дуэтом с Фридериком Шопеном.
В 1835 г. обосновался в Руане. Преподавал, концертировал, вёл отдел музыкальной критики в газете Journal de Rouen. В 1858 г. был избран в Руанскую академию науки, литературы и искусства, в 1865 г. занимал пост её президента. Кавалер Ордена Почётного легиона (1868).
Наиболее значительный труд Меро — книга «Клавесинисты с 1637 по 1790 гг.» (фр. Les clavecinistes de 1637 à 1790 : Histoire du Clavecin ; Portraits et Biographies des célèbres clavecinistes), опубликованная в 1867 году. Композиторское наследие Меро включает множество (119 нумерованных опусов) фортепианных сочинений исключительной виртуозности. Наиболее масштабное сочинение — 60 этюдов Op. 63; по мнению Марка Андре Амлена, головокружительная техническая сложность этой музыки превосходит даже Шарля Валантена Алькана, однако собственно музыкальной ценности она начисто лишена. Несколько этюдов Меро записал Сиприан Катсарис.